# 忍 (羌)
忍（呉音：にん、漢音：じん、拼音：rĕn、生没年不詳）は、中国戦国時代の羌族の首領。無弋爰剣の曾孫。

## 生涯
忍が無弋爰剣部落の豪（ごう：首領）となる。
秦の献公（在位：前384年 - 前362年）は穆公（在位：前621年 - 前621年）の行跡を再び行おうと、渭首に出兵して狄豲（てきかん）の戎を滅ぼした。忍の季父（末の叔父）である卬（ごう）はそうした秦の威を畏れ、自分の部衆を率いて南に向かい、賜支の河曲の西数千里に移住し、羌の諸族との関係を絶ち、二度と交通することはなかった。その後、その子孫は分かれて各々の種族を形成することとなる。忍および弟の舞は湟中に留まり、ともに多くの妻を娶った。忍は9人の子供をもうけたため、その9人はのちに9種の部族を形成する。舞は17人の子供をもうけたため、その17人はのちに17種の部族を形成する。
忍が死去すると、子の研（けん）が立って豪となった。

## 参考資料
- 『後漢書』西羌伝